# Castellaniella fermenti
Castellaniella fermenti es una especie de bacteria gramnegativa del género Castellaniella. Fue descrita en el año 2018. Su etimología hace referencia a fermentación. Es aerobia y móvil. Tiene un tamaño de 0,9-1,2 μm de ancho por 2,3-2,6 μm de largo. Forma colonias circulares, elevadas y amarillentas tras 2 días de incubación. Catalasa y oxidasa positivas. Temperatura de crecimiento entre 15-40 °C, óptima de 25-30 °C. Tiene un contenido de G+C de 62,2%. Se ha aislado de carne fermentada en Taiwán.